# 施大畏
施大畏（1950年—）是一位中国画家、政治人物，上海市文化广播影视管理局副巡视员、上海中国画院院长，中国共产党党员，第十、十一、十二届全国政协委员。

## 生平
1950年出生于浙江吴兴，1986年毕业于上海大学美术学院中国画系。2008年，当选第十一届全国政协委员，代表文化艺术界，分入第二十六组。2019年被任命为程十发美术馆首任馆长。